# Anne Finucane
Anne Finucane (Boston, 18 luglio 1952) è una banchiera statunitense, vicepresidente della Bank of America e presidente del board della Bank of America Europe..
Dirige il comitato per gli investimenti socialmente responsabili, le politiche pubbliche globali e il comitato per l'ambiente, la società e la corporate governance della banca.  Ha lavorato nel settore bancario dal 1995, quando è entrata a far parte di Fleet Financial, che in seguito si è fusa con la BankBoston di breve durata per diventare parte di Bank of America. Fa parte dei consigli di amministrazione di diverse organizzazioni.

## Biografia
Finucane nacque in una famiglia irlandese-americana e crebbe come quarta di sei figli a Newton, nel Massachusetts. I lignaggi di entrambi i suoi genitori risalgono alla contea di Cork.  Suo padre, William, "era consigliere generale dei Boston Patriots e delle banche locali.  Sua madre, Mary, era una casalinga e lontana parente di Tip O'Neill. Finucane era amica di una delle figlie di Robert Q. Crane, e Crane presentò Finucane all'allora sindaco di Boston, Kevin White. Dopo aver completato i suoi studi presso l'Università del New Hampshire, Finucane ha lavorato nell'ufficio artistico del sindaco.

### Bank of America
Finucane è entrata nel settore bancario quando ha fatto parte di Fleet Financial nel 1995, ricoprendo il ruolo di responsabile degli affari aziendali e del marketing. Ha lavorato per migliorare la reputazione della banca a seguito di una crisi dei prestiti subprime e ha contribuito alle acquisizioni di società. Fleet Financial in seguito si fuse con BankBoston, poi Bank of America. Finucane è diventata vicepresidente esecutivo di FleetBoston Financial per il marketing e le comunicazioni aziendali. È stata responsabile globale della strategia e del marketing di Bank of America dopo la crisi finanziaria del 2007-2008, quando la banca ha perso il 55% del suo valore, "simboleggiando tutto ciò che era sbagliato" nelle banche statunitensi.

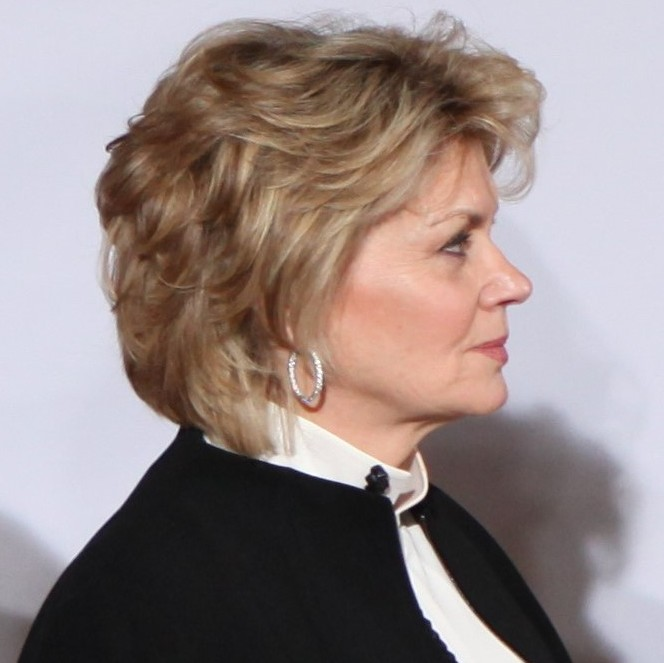
Anne Finucane a Berlino nel 2017

È diventata vicepresidente dell'azienda nel 2015.  Finucane co-presiede il comitato per i mercati sostenibili della società, presiede il comitato per l'ambiente, la governance sociale e aziendale, guida l'analisi dei clienti, il marketing globale e le strategie di politica pubblica, e presiede la Bank of American Charitable Foundation. Secondo American Banker, lavora con la Casa Bianca e il World Economic Forum.
A metà del 2017, Finucane è stato presa in considerazione per la posizione vacante di amministratore delegato di Uber, a seguito delle dimissioni di Travis Kalanick.  Nel settembre 2017, ha guidato il consiglio di amministrazione della Banca d'America per le banche europee.

## Vita privata
Sposata con il giornalista Mike Barnicle, che ha tre figli da un altro matrimonio. La coppia ha quattro figli adullti e vive a Lincoln, Massachusetts. Nel 2012, la rivista Boston ha incluso Finucane e Barnicle in una lista delle "coppie di potere" della città.
Finucane è stata nei consigli di amministrazione dell'American Ireland Fund, Brigham and Women's Hospital, Carnegie Hall, CVS Health (dal gennaio 2011), l'International Center for Journalists, la John F. Kennedy Presidential Library, la Boston Public Library Foundation e Museum of Fine Arts, Boston, la John F. Kennedy Library Foundation, Partners HealthCare e Special Olympics.  È membro del Council on Foreign Relations, ed è stata presidente del Massachusetts Women's Forum.